# Aleiphaquilon una
Aleiphaquilon una är en skalbaggsart som beskrevs av Jose R.M. Mermudes och Monné 1999. Aleiphaquilon una ingår i släktet Aleiphaquilon och familjen långhorningar. Inga underarter finns listade i Catalogue of Life.